# تینکا دانچویچ
تینکا دانچویچ (به انگلیسی: Tinka Dančević) (زادهٔ ۲۰ مارس ۱۹۸۰) شناگر اهل کرواسی است.